# Winfried Kretschmann
Winfried Kretschmann (Spaichingen, entonces Wurtemberg-Hohenzollern, 17 de mayo de 1948) es un político alemán, perteneciente al partido Alianza 90/Los Verdes. Desde el 12 de mayo de 2011 ocupa el puesto del jefe de gobierno (Minister-Präsident) del estado federado de Baden-Württemberg, y desde el 1 de noviembre de 2012 hasta el 31 de octubre de 2013 fue Presidente del senado alemán o Bundesrat.

## Biografía

### Carrera política

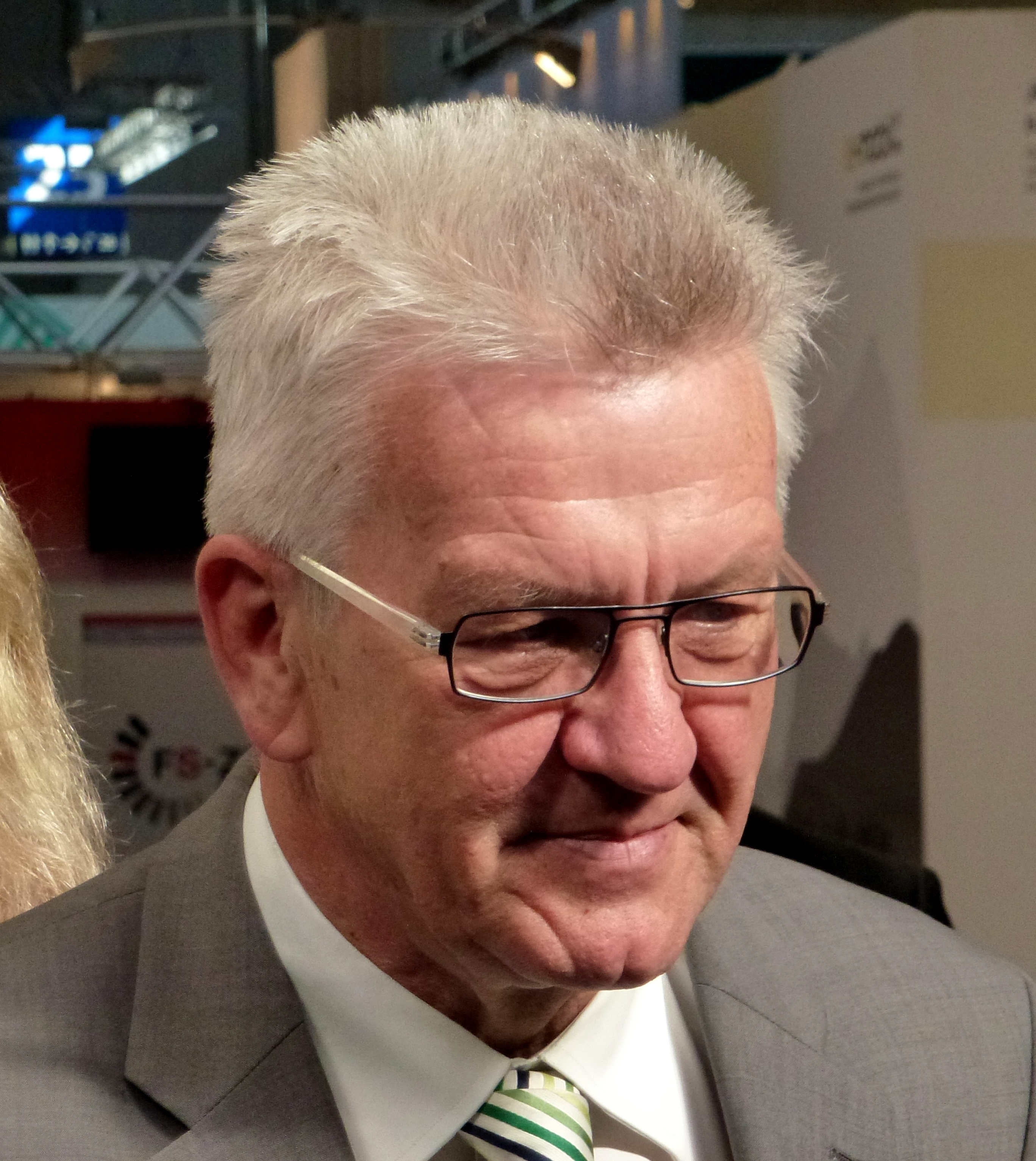
Winfried Kretschmann (2012)

Después de aprobar el bachillerato en 1968 realizó el servicio militar y, posteriormente, ingresó en la Universidad de Hohenheim para estudiar biología y química entre 1970 y 1975; en 1977 obtuvo su titulación como docente de enseñanza secundaria. Dictó cursos de biología, química y ética en Stuttgart, Esslingen, Mengen, Bad Schussenried y Sigmaringen.
En sus años de estudiante militó en una agrupación comunista, la Liga Comunista de Alemania Occidental. En 1979 se acercó al movimiento ecologista y fue fundador del Partido Verde en Baden-Württemberg. Desde entonces, fue ascendiendo en su carrera política: En 1980 fue elegido al Parlamento de su estado federal; en 1983 se convierte en jefe de bancada; y en 1986-1987 ofició como asesor del entonces joven ministro de medio ambiente en el estado de Hessen, Joschka Fischer.
En 1988 retorna al Parlamento de su land. A inicios del milenio accede a la dirección partidaria.
En las elecciones regionales de Baden-Wurtemberg de marzo de 2011, el partido "Los Verdes" llegó al segundo puesto con el 24,2 por ciento de los votos, lo que le permitió iniciar negociaciones para gobernar en coalición con el SPD. Se comenta que este triunfo es consecuencia de la ola de desconfianza con la energía nuclear como consecuencia de la catástrofe japonesa reciente. En mayo de 2011 Kretschmann fue elegido jefe de gobierno del estado, obteniendo incluso dos votos de la oposición. Se convirtió así en el primer jefe de gobierno verde de un estado federado alemán.
Católico practicante, representa al ala conservadora social de los Verdes. También es miembro del Consejo Diocesano del Arzobispado de Friburgo de Brisgovia y del Comité Central de Católicos Alemanes; además pertenece a la Sociedad de Amigos de la Universidad Hebrea de Jerusalén, de la Sociedad de Historia y Cultura de la Alta Suabia y del Club de Tiro de Laiz.
Nuevamente, renovaría el cargo de Ministro-Presidente en las elecciones regionales de 2016, convirtiéndose Los Verdes por primera vez en la fuerza más votada en un estado alemán en toda la historia de Alemania. Esta vez fue electo con el apoyo de la conservadora CDU, ya que su anterior coalición con los socialdemócratas no alcanzó la mayoría absoluta necesaria para la elección de Kretschmann. Finalmente, fue reelegido el 12 de mayo del mismo año.
Su tercera y última reelección como Ministro-Presidente de Baden-Württemberg se produjo tras las elecciones regionales de 2021, en las que su formación volvió a obtener la primera posición en el parlamento estatal, mejorando incluso los resultados históricos logrados en los comicios anteriores. En esta ocasión, Kretschmann contaba con dos posibles opciones de coalición: una de continuidad con la CDU, o una nueva alianza siguiendo el modelo federal de Olaf Scholz, junto al SPD y el FDP. Finalmente, alcanzó un acuerdo con la CDU y fue reelegido como Ministro-Presidente el 12 de mayo de 2021.

### Familia y vida privada
Winfried Kretschmann está casado desde 1975 y tiene 3 hijos adultos. Vive en Laiz, una pedanía de Sigmaringen.
Su esposa Gerlinde Kretschmann es maestra de primaria y fue desde medianos de los años 1990 hasta 2009 concejala en el municipio de Sigmaringen, ejerciendo en los últimos años de jefe del grupo de concejales verdes en este consejo municipal.

## Resultados electorales

### Landtag de Baden-Württemberg
|  | 6.0 % |

|  | 6.8 % |

|  | 5.6 % |

|  | 11.8 % |

|  | 9.4 % |

|  | 13.7 % |

|  | 25.7 % |

|  | 34.9 % |

|  | 38.8 % |